# Năruja (rijeka)
Năruja je lijevi pritok rijeke Zăbala u Rumunjskoj.  Ulijeva se u Zăbalu u selu Năruja. Protječe kroz sela Brădetu, Valea Neagră, Vetrești-Herăstrău, Nistorești i Năruja. Duljina joj je 31 km, a površina porječja 174 km2.